# MUGI
MUGI（むぎ）とは、2003年に日立製作所により開発された擬似乱数生成器である。ストリーム暗号の構成部品として使用される。
MUGIはブロック暗号の部品を採用した擬似乱数生成器で、鍵長および初期ベクタ長は128ビットである。部品はAESのものを利用している。
ISO/IEC 18033の標準暗号として採用されている。2003年に日本のCRYPTRECが作成した「電子政府推奨暗号リスト」にも採用されていたが、2013年の改訂によって「推奨暗号リスト」から「推奨候補暗号リスト」に移動された。